# ジョン・グロバム・ハウ (1625-1679)
ジョン・グロバム・ハウ（英語: John Grobham Howe、1625年1月25日 – 1679年5月27日埋葬）は、イングランド共和国・イングランド王国期の政治家。グロスタシャー選挙区の代表として庶民院議員を務めた。

## 生涯
初代準男爵サー・ジョン・ハウと妻ブリジット（Bridget、旧姓リッチ（Rich、1596年ごろ – 1642年6月15日、トマス・リッチの娘）の次男として、1625年1月25日に生まれた。1645年2月5日にリンカーン法曹院に入学した後、1646年からおそらく1649年までウィルトシャーの治安判事を務め、1650年から1653年までグロスタシャーの治安判事を務めた。
『英国議会史』（1983年）や『オックスフォード英国人名事典』など20世紀末以降の文献によれば、ハウは第一議会（1654年 – 1655年）と第二議会（1656年 – 1658年）でグロスタシャー選挙区の代表として議員を務めたが、『完全貴族名鑑』など19世紀末の文献ではハウの父初代準男爵サー・ジョン・ハウが議員を務めたとしている。第三議会（1659年）でも引き続きグロスタシャー選挙区選出の議員を務めた。
1660年3月にグロスタシャーの治安判事を再任、同年7月にノッティンガムシャーの治安判事にも就任し、1679年に死去するまで務めた。同年のイングランド王政復古により父が準男爵に処され、母も
1661年イングランド総選挙ではグロスタシャー選挙区から出馬した。ラグランのハーバート卿ヘンリー・サマセットとサー・トマス・オーヴァーベリー（Sir Thomas Overbury）も出馬を表明したが、オーヴァーベリーはすぐに選挙戦から撤退した。ハーバートとハウが当選するように見えたが、第2代準男爵サー・ベイナム・スロックモートンがハーバートに反対して出馬を表明した結果、ハウとスロックモートンが当選、ハーバートによる選挙申し立ても失敗に終わった。
国教忌避こそしなかったものの、議会では1661年5月に聖奠を受けることを回避、1666年12月には聖奠強制の反対動議を支持した。1673年に庶民院議長の第4代準男爵サー・エドワード・シーモアが枢密顧問官を兼任していることに不満を感じてシーモアを批判、1674年1月に初代ローダーデイル公爵ジョン・メイトランドの罷免を支持した。
1678年5月以降に庶民院に登院した記録はなく、1679年3月イングランド総選挙にも出馬せず、議員を退任した。同年に死去、5月27日にランガーで埋葬された。

## 家族
1648年までにアナベラ・スクロープ（Annabella Scrope、1631年ごろ – 1704年3月21日、初代サンダーランド伯爵エマニュエル・スクロープの庶出の娘）と結婚、4男5女をもうけた。アナベラは1663年6月1日に儀礼席次において伯爵の嫡出の娘と同等の順位を与えられた。
- スクロープ（1648年11月 – 1713年1月16日） - 初代ハウ子爵[2]
- ブリジット（1653年ごろ – 1703年7月14日没） - 1673年5月1日、初代オソルストン男爵ジョン・ベネット（英語版）と結婚、子供あり[2]
- エリザベス（1720年没[2]） - 1674年7月10日、第2代準男爵サー・ジョン・ガイズ（英語版）と結婚、子供あり[8]
- アナベラ（1678年2月14日までに没[2]）
- メアリー（1687年/1688年没） - 初代準男爵サー・ウィリアム・ソーム（英語版）と結婚[2]
- ジョン・グロバム（1657年2月9日 – 1722年6月11日） - 1683年、メアリー・モーガン（Mary Morgan、旧姓バスカヴィル（Baskerville）、1656年洗礼 – 1699年、第3代準男爵サー・エドワード・モーガンの未亡人、ハンフリー・バスカヴィルの娘）と結婚、子供あり[4]
- ダイアナ（1660年ごろ – 1719年1月8日[2]） - 1687年までに第4代準男爵サー・フランシス・モリニューと結婚、子供あり[9]
- チャールズ（1661年 – 1742年2月17日） - 1688年から1690年ごろ、イリナ・ディアリング（Elianor Dering、旧姓パーギッター（Pargiter）、1665年5月5日 – 1696年7月25日、サー・ヘンリー・ディアリングの未亡人、サー・ウィリアム・パーギッターの一人娘）と結婚、子供あり[2][10]
- エマニュエル・スクロープ（1663年ごろ – 1709年9月26日） - 1695年11月、ルパータ（Ruperta、1673年 – 1740年、カンバーランド公爵ルパートとマーガレット・ヒューズ（英語版）の庶子）と結婚したとされ、2人は子供をもうけた[11]